# Concertino para guitarra y orquesta en la menor
El Concertino para guitarra y orquesta en La menor op. 72 es una pieza musical del compositor español Salvador Bacarisse de 1957. 

## Movimientos
Este concertino consta de cuatro movimientos:
- Allegro (7'47).
- Romanza. Andante (6'19).
- Scherzo. Allegretto (1'56).
- Rondò. Allegro ben misurato (5'34).

Es una pieza de grandes rasgos clásicos y románticos. 
El Allegro es de carácter claramente renacentista. La Romanza despliega un nostálgico sentimiento español. El scherzo, muy marcado, nos recuerda los ritmos de Joaquín Rodrigo. El rondó final se asemeja a una mazurca. El tema principal introducido primero por la orquesta va evolucionando paulatinamente hasta los potentes acordes finales.
Se grabó una versión con Narciso Yepes y la Orquesta Sinfónica de TVE, bajo la dirección de Odón Alonso en 1980, que fue usada como banda sonora de la adaptación cinematográfica de La Celestina, entre otras obras.